# Auguste Ottin

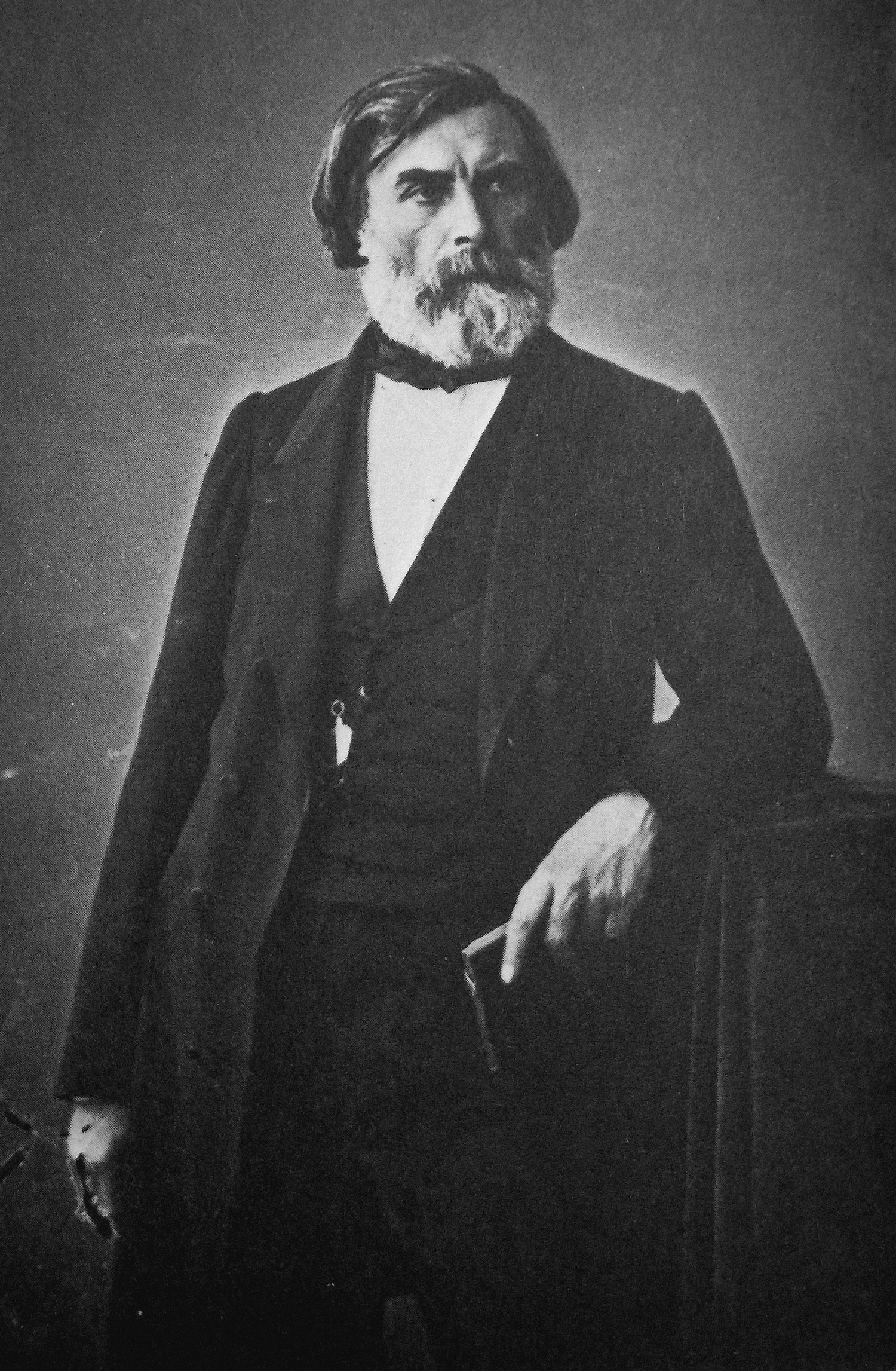
Auguste Ottin, c.1865. Fotografia de Nadar

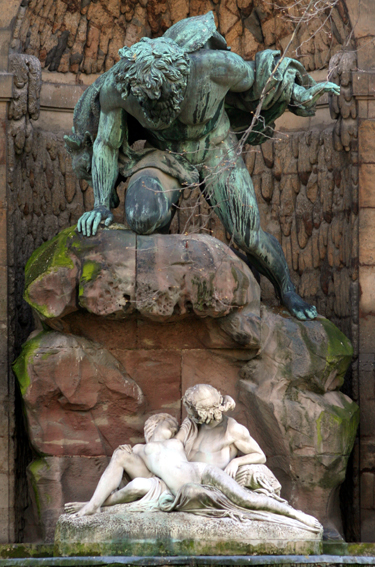
Polyphemus Surprising Acis e Galatea, (1866), o Fontaine Médicis, Jardim do Luxemburgo, Paris)

Auguste-Louis-Marie Jenks Ottin (Paris, 1811 – 1890) foi um escultor acadêmico francês e recebeu a decoração da Legião de Honra.

## Vida
Ottin nasceu e morreu em Paris, onde foi aluno de David d'Angers e da École des Beaux Arts. Ottin era amigo de Théodore Chassériau, aluno do ensino médio de Ingres, que em 1833 produziu um retrato de Ottin em giz preto. (apresentado à National Gallery of Art, Washington, em 2006). Ottin obteve o Grand Prix de Sculpture no Concours de 1836 com sua estátua "Socrate Buvant la Ciguë".

## Exposições

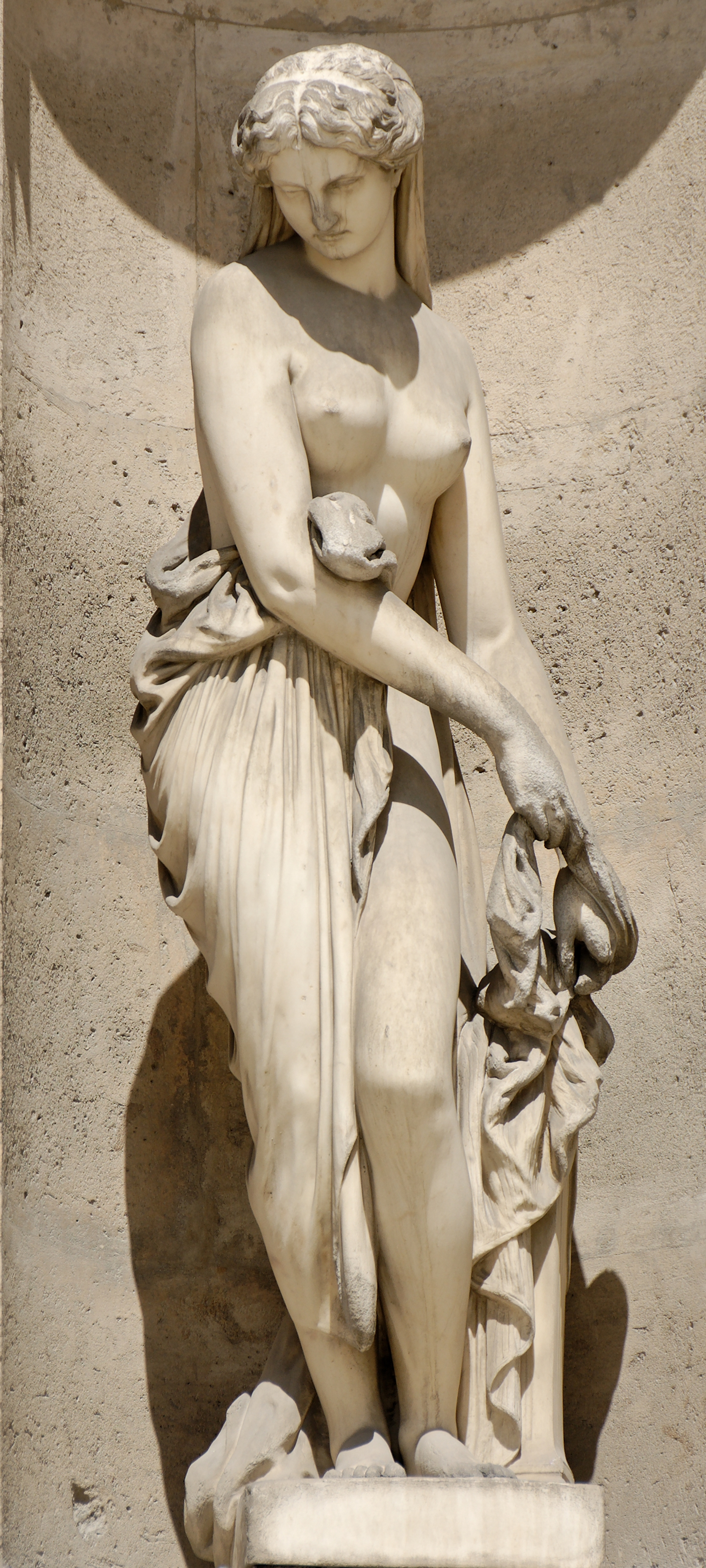
Campaspe tirando a roupa na frente de Apelles (1883). Fachada norte do Cour Carrée, no palácio do Louvre, Paris.

Ottin foi responsável pela montagem, em 1834, da vasta surtout da tabela de vinhetas de caça, encomendada para o Jardim das Tulherias pelo herdeiro de Louis-Philippe, Ferdinand-Philippe, duc d'Orléans, e confiada à supervisão de Claude-Aimé Chenavard, que deu grande parte do trabalho escultórico a Antoine-Louis Barye, o célebre animal. Em 1836, ele compartilhou com Jean-Marie Bonnassieux o Grande Prêmio de Roma para uma escultura de Sócrates bebendo o rascunho. Um vestígio de sua permanência romana de 1836-40 é uma Vista de Roma, 1837, em grafite e aquarela, nos Museus de Belas Artes de São Francisco.
Seu busto de retratos do pintor e diretor da Academia, Jean-Auguste-Dominique Ingres, executado logo após seu retorno a Paris em 1840, em gesso, terracota colorida, é conservado pela École nationale supérieure des Beaux-Arts, Paris.
Ottin exibiu em 1841 um busto em mármore e depois produziu em mármore um grupo de "Hércules apresentando a Eurysthea as maçãs de Hesperides"; bustos de Chaptal, Quesnault, Ingres, (1842); e Ecce Homo, em mármore (1844). Seu 1846 "Caçador Indiano Surpreendido por uma Boa" em bronze resultou na concessão de uma medalha e foi uma peça destacada sob a cúpula central do Palácio de Cristal de Nova York em 1853, e mais tarde foi montada no Fountainebleau Chateau, fora de Paris.
Seu travail manuel está no Museu do Louvre. Laure de Noves (1850), de Ottin, Laura de Petrarca, é uma de uma série de rainhas da França e damas históricas que foram encomendadas para o Jardin du Luxembourg sob Louis-Philippe.
Na mesma época, ele foi contratado para fornecer os elementos esculturais de um quarto em um antigo palácio de Florença, via 'Renai, que foi projetado como uma homenagem ao utópico social Charles Fourier por um admirador de sua filosofia, François Sabatier-Unger, que recentemente se casara com a dona do palácio, a cantora austríaca Caroline Unger.
Durante o Segundo Império, ele executou uma escultura oficial de Napoleão III, que ainda está em Compiègne. Em 1866, ele foi contratado para fornecer uma peça central escultural para a Fonte Medici no Jardim de Luxemburgo, uma das poucas sobrevivências dos jardins de Salomon de Brosse para Maria de Medici; o ninfeu de obras de pedra em uma estrutura arquitetônica estava sendo movido de sua antiga localização para abrir caminho para a ampliação de uma faixa de rodagem, parte das melhorias do prefeito de Paris, barão Haussmann. O resultado foi seu trabalho mais conhecido, Polyphemus Surprising Acis e Galatea, onde o gigante de bronze agacha-se acima da gruta rochosa em que Galatea se encontra nos braços de Acis, que se apoia no cotovelo à maneira de um deus do rio — que ele é prestes a se tornar: veja Acis . Seu Pan e Diana em mármore acompanham o grupo.
Na nova Square Emile-Chautemps em Le Sentier, Paris IIIème, entre as figuras esculturais que realçam duas piscinas ovais sob a direção artística geral de Gabriel Davioud, Ottin foi encarregado de figuras de bronze de Mercúrio e Música.
No extenso programa escultórico do Palais Garnier para a Ópera, Ottin foi encarregado de La Musique e La Danse sentadas, apoiadas em um medalhão central no frontão em arco na fachada voltada para o oeste. Ele também forneceu mulheres em pé representando as cidades do norte da França para o programa menos exigente da Gare du Nord. Entre comissões similares estão as estátuas de Euthymenes e Pytheas para a bolsa, Marselha.